# Aeroportul Gautam Buddha
Aeroportul Gautam Buddha (IATA: BWA, ICAO: VNBW) este un aeroport din Western Development Region⁠(d), Nepal ce deservește zona Siddharthanagar⁠(d). Aeroportul a fost tranzitat în 2019 de 388.378 de pasageri.
Situat la o altitudine de 109 m, aeroportul dispune de o singură pistă.